# Dorstenia zambesiaca
Dorstenia zambesiaca är en mullbärsväxtart som beskrevs av M.E.E. Hijman. Dorstenia zambesiaca ingår i släktet Dorstenia och familjen mullbärsväxter. Inga underarter finns listade i Catalogue of Life.